# Unser Sandmännchen
Unser Sandmännchen (Nederlands: Onze Klaas Vaak), was een kinderprogramma uit de DDR, dat in zowel Oost- als West-Duitsland werd uitgezonden (in West-Duitsland onder de naam: Das Sandmännchen). In Oost-Duitsland werd het geproduceerd door de staatsomroep DFF. 
Wolfgang Richter schreef de muziek van het Oost-Duitse programma op een avond in slechts drie uur, nadat Wolfgang Krumbach hem zijn tekst per telefoon had gedicteerd.
Openingsversie (als Klaas Vaak aankomt);
Sandmann, lieber Sandmann, es ist noch nicht so weit!
Wir sehen erst den Abendgruß,
ehe jedes Kind ins Bettchen muß,
du hast gewiß noch Zeit.
(vertaling in het Nederlands):
Klaas Vaak, lieve Klaas Vaak, het is nog niet zover!
eerst kijken we nog naar de avondgroet,
voordat ieder kind naar bed moet,
daar heb je zeker nog tijd voor.
Afluitingsversie (als Klaas Vaak weggaat):
Kinder, liebe Kinder, es hat mir Spaß gemacht.
Nun schnell ins Bett und schlaft recht schön.
Dann will auch ich zur Ruhe gehn.
Ich wünsch euch gute Nacht.
(vertaling in het Nederlands):
Kinderen, lieve kinderen, het was leuk,
nu snel naar bed en slaap heel strak,
dan ga ik ook naar bed,
Ik wens jullie een goede nacht.

## Andere landen
De serie werd niet alleen in de DDR uitgezonden, maar ook in Nederland (van 1965 tot 1966), Denemarken, Noorwegen, Zweden en Finland (bijvoorbeeld in Noorwegen onder de naam: Jon Blund en in Finland onder de naam Nukkumatti).
Versie in Noorwegen:
Hvem er denne karen med skjegg og lue på?
Han ligner litt på nissen i grunn,
det er ikke ham det er Jon Blund.
Han besøker store og små.
(vertaling in het Nederlands): 
Wie is die man met een baard en hoed op?
Hij lijkt eigenlijk een beetje op De Kerstman,
Maar dat is hij niet, hij is  Jon Blund.
Hij bezoekt kleine en grote kinderen.
Versie in Finland:
Nukkumatti, nukkumatti lasten, illoin kulkee,
heittää unihiekkaa. Päivän leikit aika lopettaa on, kun TV:n iltasatu alkaa.
Satu päättyi näin ja lapset käyvät jo nukkumaan, siis hyvää yötä.
(vertaling in het Nederlands):
Sleepjohn, Sleepjohn van de kinderen, gaat 's nachts rond met droomzand.
Het is tijd om te stoppen met spelen voor vandaag, als op de Televisie het slapengaan verhaal begint.
Het verhaal eindigde als dit en kinderen gaan naar bed, dus welterusten.